# ماتئو لومولینو
ماتئو لومولینو (انگلیسی: Matteo Lomolino؛ زادهٔ ۱۱ مارس ۱۹۹۶) بازیکن فوتبال است.
وی همچنین در تیم ملی فوتبال زیر ۱۷ سال ایتالیا بازی کرده‌است.